# Ercourt
Ercourt (picardisch: Ércourt) ist eine nordfranzösische Gemeinde mit 126 Einwohnern (Stand 1. Januar 2022) im Département Somme in der Region Hauts-de-France. Die Gemeinde liegt im Arrondissement Abbeville und ist Teil der Communauté de communes du Vimeu und des Kantons Abbeville-2.

## Geographie
Die Gemeinde im Vimeu liegt rund 16 Kilometer südwestlich von Abbeville unterhalb einer Geländestufe. Zur Gemeinde gehört der Ortsteil Le Monchel. Das Gemeindegebiet liegt im Regionalen Naturpark Baie de Somme Picardie Maritime.

## Einwohner
| 1962 | 1968 | 1975 | 1982 | 1990 | 1999 | 2006 | 2011 |
| ---- | ---- | ---- | ---- | ---- | ---- | ---- | ---- |
| 187  | 185  | 178  | 165  | 143  | 124  | 133  | 131  |

## Verwaltung
Bürgermeister (maire) ist seit 2008 Yannick Dessaint.

## Sehenswürdigkeiten

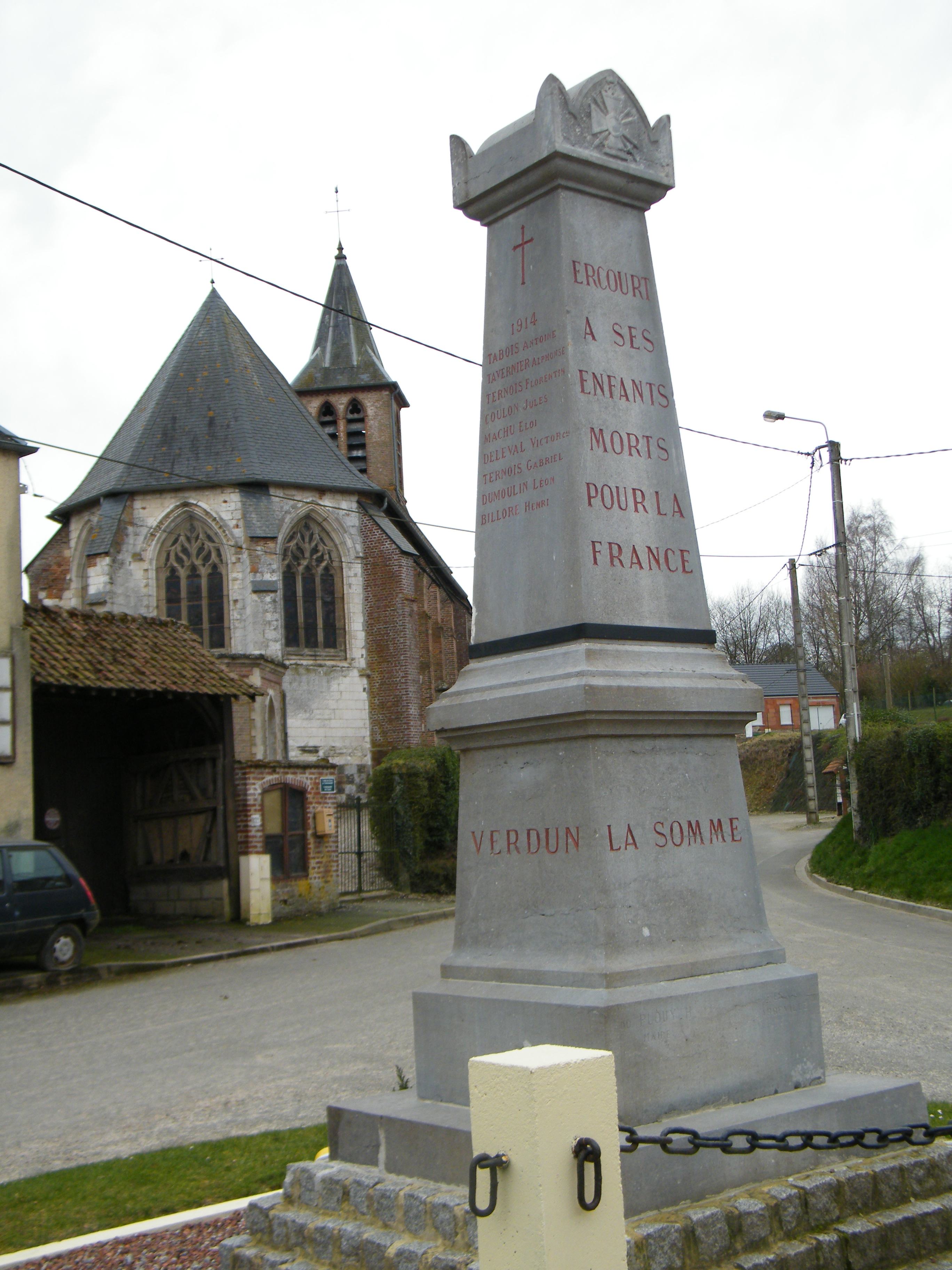
Kriegerdenkmal

- Kirche Saint-Sulpice
- Schloss mit Park
- Kriegerdenkmal